# Biała (powiat legnicki)
Biała (do 1945 niem. Bielau, 1945–1947 Bieła) – wieś w Polsce, położona w województwie dolnośląskim, w powiecie legnickim, w gminie Chojnów.

## Historia
Osadnictwo na terenie Białej sięga okresu kultury łużyckiej. XVIII-wieczna wieś. Po II wojnie światowej wieś zasiedlili repatrianci, głównie ze wsi Polana oraz z okolic Buczacza. Biała leży na nierównym pod względem wysokości nad poziomem morza terenie, dlatego przyjęły się określenia: Biała górna i Biała dolna. Wieś typu ulicówki. W odległości około 2 km na południe znajduje się niewielka kolonia. Przy drodze do Chojnowa są stawy. We wsi znajduje się poza tym Kościół pw. Przemienienia Pańskiego, a także Park Wiejski. Corocznie we wrześniu są w Białej organizowane „Wrześniowe Kresowiana” – impreza o charakterze patriotycznym.
W latach 1954–1972 wieś należała i była siedzibą władz gromady Biała. W latach 1975–1998 wieś należała administracyjnie do województwa legnickiego.

## Zabytki
Do wojewódzkiego rejestru zabytków wpisany jest:
- park, z XVIII/XIX w., występuje tu m.in. miłorząb japoński

## Warto zobaczyć
- drzewa pomnikowe: dąb szypułkowy i lipa szerokolistna; za wsią rośnie pomnikowa lipa drobnolistna Kukułka.
- część gospodarcza XIX-wiecznego dworu ze spichlerzem zdobionym płaskorzeźbami wyobrażającymi różne rodzaje broni białej i palnej
- przystanek kolejowy przy niegdyś nieczynnej linii Złotoryja-Rokitki. Teraz przerobiona i połączona w trase Chocianów-Legnica.